# De Zwettepoel
De Zwettepoel was een waterschap gelegen in de Nederlandse gemeente Doniawerstal in de provincie Friesland. Het waterschap, dat een zelfstandig overheidsorgaan was van 1928 tot 1968, besloeg een oppervlakte van ongeveer 200 hectare.
Het waterschap had als doel het regelen van de waterstand en het bevorderen van de vaargelegenheid. Het waterschap werd op 15 juni 1968 bij de eerste provinciale waterschapsconcentratie in Friesland opgeheven en ging op in waterschap Boarnferd.